# Klinika za bol
Klinika (ambulanta) za bol,  (енгл. Pain clinic – ambulanta za lečenje bola) je specijalizovana zdravstvena jedinica (ambulanta) koja se bavi lečenjem bolesnika sa simptomima akutnog i hroničnog bola. Ona prevashodno ima za cilj da, na savremen i multidisciplinaran način, na jednom mestu, bolesniku u potpunosti reši problem bola. U klinilkama (ambulantama) za bol rade lekari, specijalisti raznih struka (anasteziolozi, neurohirurzi, neurolozi, fizijatri), medicinski tehničari (terapeuti) i drugo nemedicinsko osoblje. Osoblje u ovom klinikama edukovano je ne samo da leči već i da prikuplja podatke o uzrocima, kliničkoj slici, simptomima, primenjenim lekovima, rezultatima terapije, socijalnom statusu pacijenta i porodice, i da se bave istraživanjem bola na nižem nivou uz saradnju sa nastavnim i istraživackim ustanovama (ako im uslovi redovnog rada to dozvoljavaju).
Prema dosadašnjim saznanjima milioni ljudi oboleli od raka, HIV-a (AIDS-a), mišićno-koštanih disfunkcija, povreda uspešno se leči od akutnog i hroničnog bola u za to specijalizovanim ustanovama. Međutim istovremeno milioni ljudi u svetu pati od hroničnog bola jer u mnogim zemljama nedostaju lekari, lekovi i ustanove za lečenje, poput klinika za bol.
U medicini, sve više preovladava stav da bol ne pogađa samo somatski nivo (organe), dostupne lekaru, već i psihički, socijalni i duhovni nivo, što čini novu paradigmu pristupa bolestima i bolesnicima sa bolom. Zato se u lečenju bolesnika sa bolom kao pratećim simptomom sve više osnivaju klinike za lečenje bola u kojima se primenjuje interdisciplinarni pristup: lekara specijalista za lečenje bola, psihijatra, fizioterapeuta, kliničkog psiholog, socijalnog radnika i druge radnike medicinske i nemedicinske specijalnosti.
Sintetički ili interdisciplinarni pristup lečenja bola još više dolazi do izražaja nakon psihološkog angažovanja porodice obolelog, budući da bolest često projektuje i na njih, kao i na emocionalni nivo zdravstvenog osoblja. To kompleksno područje lečenja obuhvata interdiciplinarno zbrinjavanje u klinikama za bol.

## Primarni ciljevi
U klinikama za bol glavni ciljevi lečenja su:
- Dijagnosttikovanje i primarno lečenje sindroma hroničnog bola
- Smanjenjem bolova povećati konfor
- Unapređenje sposobnost za upravljanje bolom i srodnim problemima
- Uvećati fizičke sposobnosti i unaprediti aktivnosti bolesnika
- Podrška bolesniku za povratak u proizvodne delatnosti
- Smanjiti upotrebu lijekova
- Unaprediti sposobenost bolesnika za suočavanje  samolečenje i upravljanje stresom
- Poboljšajti opšti kvalitet života.

## Vrste zdravstvenih jedinica za lečenje bola
Trenutno u svetu postoji veliki broj različitih jedinica za lečenje bola koje se mogu svrstati u sledeće centre:

### Multidisciplinarni centar za bol
Multidisciplinarni centar za bol(MCB) je jedinica na višem nivou zdravstvene zaštite. Ona se karakteriše širokim rasponom zbrinjavanja bolesnika koju sprovodi posebno za tu namenu, multidiciplinarno (iz raznih struka), školovano osoblje. Lekare različitih specijalnosti, medicinske sestre, fizioterapeute i nezdravstvene stručnjake koji su posebno školovani za pružanje podrške u zdravstvu (klinički psiholozi, socijalni radnici, radni terapeuti, stručni savetnici itd). Stručnjaci unutar
centra rade timski i pružaju maksimum u zbrinjavanju bolesniku svako iz svoga delokruga rada. 
Pored lečenja bola, ovi centri sprovode i naučnoistraživačke procedure za otkrivanje uzroka bola, kliničke manifestacijae bolnih stanja i rezultate sprovedene terapije. Multidisciplinarni centari sarađuju i sa drugim istraživačkim ustanovama (institutima, fakultetima, univerzitetskim bolnicama, klinikama za bol itd).
U organizacionom pogledu svaki multidisciplinarni centar za bol mora da poseduje prostorne, tehničke i kadrovske uslove za dijagnozu uzroka bola i sprovođenje terapijskih postupka. 

### Multidisciplinarna klinika za bol (ambulanta)
Multidisciplinarna klinika za bol (ambulanta), po rangu, ali ne i po značaju, je niža ustanove za lečenje bola u odnosu na multidisciplinarni centar za boli jer je obim medicinskih istraživanja i nastavnih aktivnosti na nižem nivou. Zapravo, osnovna razlika između ove klinike i centra za bol je u tome što ordinacije nemaju naučnike za elementarna istraživanje uzroka bola i metoda lečenja bola.
Osoblje ove klinike čine osposobljeni kliničari razlicitih specijalnosti, terapeuti za lečenje bola. Ova klinika svoj rad zasniva na multidisciplinarnoim dijagnostičkom i terapijskom postupu bolesniku sa bolom, u ambulantnim ili stacionarnim uslovima. 
Ustanova mora imati na čelu, stručnog rukovodioca koji koordinira rad, vodi računa o radu klinike i stalnom poboljšanju uslova za zbrinjavanje bolesnika.

### Posebna klinika (ambulanta) za lečenje bola
Pacijenti dolaze u posebne klinike za lečenje bola zbog mnogo vrsta hroničnog bola, uključujući:
- Hronični bol u leđima
- Fibromialgija
- Hronične glavobolje i migrene
- Generalizovani bol ili bol lokaizovan u više područja
- Bolovi u trbuhu
- Jači ili slabije izraženi bolovi kao što su: bol u grudnom košu, čeljustima, licu, karlici ili zglobovima
- Bol nakon uklanjanja dojke ili tkiva iz dojke (mastektomija)
- Neuropatski bol
- Kompleksni regionalni bolni sindrom

### Ciljno orijentisane ambulante za bol
U ciljno orijentisanim ambulantama za lečenje bola, pruža se određena vrsta lečenja (npr transkutana elektronervna stimulacija (TENS), blokada živaca, akupunktura, biofeedback.
U ovim ambulantama, lečenje nije zasnovano na multidisciplinarnom radu, niti se u njoj vrši sveobuhvatna procena stanja i dosadašnjg lečenja (jer se to radi u centru ili klinici za bol, pre dolaska u ove ambulante), već se leči jedan entitet ili stanje bola.

## Spoljašnje veze
- Pain Rehabilitation Center in Minnesota
- What are Pain Clinic Laws?